# آزمون چشمی
آزمون چشمی (به انگلیسی: Visual testing (VT)) پایه‌ای‌ترین، ابتدایی‌ترین و معمولاً ساده‌ترین روش آزمون کنترل کیفیت و پایش تجهیرات می‌باشد. در این روش مسئول کنترل کیفیت می‌بایست مواردی را به‌طور چشمی چک کند. البته گاهی اوقات از دوربین‌هایی استفاده می‌شود که تصاویر را به رایانه فرستاده و رایانه عیوب را تشخیص می‌دهد.
بعضی از گیج‌هایی که در آزمون چشمی استفاده می‌شود عبارتند از: گیج کمبریج، گیج AWS، گیج Hi-Lo، گیج فیلت و ...